# Field & Laboratory
Field & Laboratory (abreviado Field & Lab.) es una revista con ilustraciones y descripciones botánicas que es editada por la Southern Methodist University desde el año 1932 con el nombre de Field & Laboratory; Contributions from the Science Departments.